# Final way
「Final way」（ファイナル ウェイ）はRAMJET PULLEYの4枚目のシングル。

## 概要
前作「destiny ～21another one～」から約1ヶ月ぶりと短期間で発売されたシングル。3ヶ月連続リリースの第2弾。

## 収録曲
全曲 作詞：麻越さとみ　作曲：間島和伸　編曲：小林哲・RAMJET PULLEY
1. Final way
2. bird
3. I believe

## 収録アルバム
- a cup of day（#1）
- GIZA studio Masterpiece BLEND 2001（#1）